# Vidre de rellotge

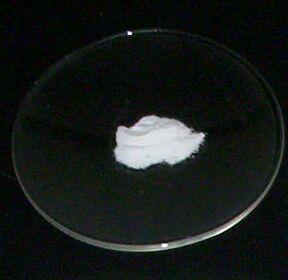
Mostra de fluorur de Cesi sobre un vidre de rellotge.

El vidre de rellotge és una làmina de vidre de forma circular concavoconvexa - convexocòncava. S'anomena així perquè s'assembla als vidres dels antics rellotges de butxaca. S'utilitza en química per evaporar líquids, pesar productes sòlids o com a coberta de vasos de precipitats.

## Funcions
El seu ús més freqüent és el de pesar mostres sòlides, tot i que també és utilitzat per pesar mostres humides després de fer la filtració, és a dir, després d'haver filtrat el líquid i quedar només la mostra sòlida.
El vidre de rellotge també s'utilitza a vegades com a tapa de vasos de precipitats, fonamentalment per evitar l'entrada de pols, ja que al no fer un tancament hermètic se li permet l'intercanvi de gassos.